# 戦隊ロボ
戦隊ロボ（せんたいロボ）は、日本の特撮作品「スーパー戦隊シリーズ」に登場する架空の巨大人型ロボットの総称。
作品の設定によっては機械ではなく超自然的な巨大生物とされ、「戦闘巨人」など個別の表現が用いられる場合もあるが、それらも総称としての「ロボ」に含まれる。
日本国外向け輸出作品である『パワーレンジャー』シリーズでは、戦隊ロボを指す語句としてメガゾード (Megazord) が使用される。

## シリーズのフォーマット
シリーズ各話においてヒーローに倒された怪人は、何らかの手段により巨大な姿と化す。すると戦隊メンバーもまた巨大なメカに搭乗し、それらを合体させて人型ロボットを形成して立ち向かう。これがスーパー戦隊シリーズのフォーマットである。
シリーズの歴史の中には、怪人が巨大戦闘マシンに搭乗する『超電子バイオマン』や、怪人と巨大メカが別々に出現する『特命戦隊ゴーバスターズ』などのように変則的な作品もあり、新パターンの構築やパターンとドラマの融合を目指した挑戦が、たびたびなされていることが読み取れる。
この「2回戦制」は、アニメに出自を持つ「巨大ロボ」と『秘密戦隊ゴレンジャー』に始まる「5色のヒーロー」という、異なる2種類の要素を融合させた結果として生み出された。つまり、番組制作上の必要に迫られて形成されたものがヒットして定番化したわけであり、初めから道理にかなった企画として提示されたわけではない。そしてまた、なぜこの方式が作品のヒットにつながったのかは、誰も理論化できていない。そのため、巨大ロボ戦の存在をどのように受け止めて消化するのかが、新番組の企画を練るうえで必ず打ち当たる壁であり、良くも悪くもスーパー戦隊最大の特徴であると、白倉伸一郎は語っている。

## 制作

### デザイン面での特徴
巨大ロボットが登場する映像作品は数多く存在するが、戦隊ロボのデザインには以下に挙げる独自の特徴がある。
- 実写作品であるため、着ぐるみの中に人間が入って動かせなければならない[4]。デザイン画に忠実な形状では可動が阻害されるため、着ぐるみ製作にあたっては部分的に削ったり継ぎ足したりせざるを得ないが、それでも可能な限り元のデザインに近いことが求められる[5]。
- 幼児向けの玩具として発売されるため、ギミックは3歳児でも安全に楽しめなければならない[4]。
- 玩具は原則として番組の放送年度のみの発売とされる。有名アニメロボットのように、時代ごとの新デザインで繰り返し発売されるようなものではない。「超合金魂」のバトルフィーバーロボや『ジュウレンジャー』シリーズ、「戦隊職人」ブランドのアイテム、組み立てプラキットの「スーパーミニプラ」や「SMP（SHOKUGAN MODELING PROJECT）」、戦隊職人に代わる新カテゴリーである「DX METAL APPEND」などのハイターゲット向けの玩具商材のブラッシュアップ企画はあくまで例外扱いである[4][6]。
- 最も大切なのは顔のデザインである。「子供たちが抱いて眠れるような」品のある顔立ちが求められ、恐ろしい形相は不可となる[7]。

### 撮影
戦隊ロボの登場シーンは、各話ごとに撮影を行うのではなく、数話分まとめて撮影が行われている。特撮監督の佛田洋は2017年のインタビュー時点における現行の体制として、「初期10話分」「2号ロボ登場編」「夏の劇場版と6人目登場編」「秋の最強ロボ関連」の年4回であると証言している。
撮影は基本的に特撮研究所が行っているが、『光戦隊マスクマン』から『星獣戦隊ギンガマン』まではスケジュールや予算などの都合から特撮監督の矢島信男や佛田洋ではなくアクション監督の竹田道弘が担当していた。『救急戦隊ゴーゴーファイブ』以降は、デジタル技術の導入により撮影時間が短縮されたため、再び特撮班がロボ戦を担当している。

### 撮影用スーツ
特撮用の着ぐるみはまずデザイン画をもとに粘土模型を造り、それを原型とした金型で各パーツを成形する。前澤範が『スパイダーマン』の巨大ロボ「レオパルドン」を手がけた際、「硬くて重いほうがロボットらしい」と考え、スーツの全身を軟らかいラテックスではなくFRPで造型した。この構造が、その後の戦隊ロボの基本となっている。
スーツの制作は、『バトルフィーバーJ』『電子戦隊デンジマン』では『大鉄人17』も手がけたエキスプロダクションが担当していたが、『太陽戦隊サンバルカン』以降はレインボー造型企画が担当し、足が高下駄構造になり、大きさを担保するとともにアニメ風のスタイルを強調している。
『電子戦隊デンジマン』から『未来戦隊タイムレンジャー』までスーツはほとんどの場合、アップ撮影用とアクション用にそれぞれ1体ずつ製作されていた。どちらも量産できるものではないため、コストは高い。
アップ撮影用
合体・必殺技のようなハイライトシーンの撮影のほか、幼年誌・児童誌に掲載する特写や商品パッケージにも用いられる。
材質は主にFRPで、表面は何日もかけてサンドペーパーで磨き上げられたうえで着色されている。
たいていは2メートル以上の大きさがあり、重量のせいで着用しての歩行すら難しい。
アクション用
毎回の撮影で用いられる。『電子戦隊デンジマン』で初めて制作された。レインボー造型企画の小松義人によれば、ほとんどの場合は別にもう1体作っているのではなく、必要に応じてアクション用のパーツに組み替えていたと証言している。
材質は主にウレタンなどの軟質素材が用いられており、表面処理がビニール系素材で行われているなど、FRPの使用量は抑えられている。小松は、硬い素材だけでは動きづらく、ぶつかると破損や怪我にもなるため、柔らかい素材を用いることも必要であると述べている。
CGを本格的に導入した『百獣戦隊ガオレンジャー』からはこうした区別をなくし、アクション用スーツの質を少しだけ上げることによってすべての撮影に対応するようになった。これは技術の進歩によってスーツの素材や品質が向上した成果であるのと同時に、CGが必要とする多額の予算を捻出するための手段でもあった。また、レインボー造型企画の前澤範は、『ガオレンジャー』では換装合体という設定から造形物が多く、それらすべてをFRP製にするわけにはいかなかったことも理由に挙げている。
2体以上のロボットが合体する超大型ロボットの場合、『超獣戦隊ライブマン』のスーパーライブロボや『地球戦隊ファイブマン』のスーパーファイブロボなどのように通常のスーツよりも極力大きくは作られているものの、実際のサイズ差は考慮せず撮影技法で演出してアクションでの可動性を重視しているものと、『高速戦隊ターボレンジャー』のスーパーターボロボや『炎神戦隊ゴーオンジャー』のエンジンオーG12などのようにスーツ自体を大きく造形し、自力での移動を考慮しないものの2種類に大別される。また、場合によってはスーツではなくミニチュアが用いられることもある。
『恐竜戦隊ジュウレンジャー』の守護獣ティラノザウルスやドラゴンシーザーなどのように、合体前のメカにもスーツが用意されることもある。
『電子戦隊デンジマン』以降30年以上にわたって戦隊ロボのスーツアクターを務めてきた日下秀昭は、「（動きが制限されるので）歩数を計算して動く」と語っている。

### ミニチュア
ロボに合体する前のメカや母艦などはミニチュアを使って撮影されるほか、1990年代からはCGも使用されている。佛田は「本当にあるもの」を見せることが本シリーズの魅力であると述べており、CG導入後もそれ一辺倒にはせず、作品の方向性やメカの特性によってCGとミニチュアを使い分けている。『超新星フラッシュマン』のグレートタイタンや『手裏剣戦隊ニンニンジャー』の覇王シュリケンジンなどのように、大型ロボットにもスーツではなくミニチュアが用いられることもある。
ミニチュアは基本的に各1台しか造られない。シリーズ初期はテグスで引っ張ることによって動かしていたが、1980年代半ばになると大型のラジコンモーターが市販されるようになったため、自走するミニチュアカーが導入された。『超獣戦隊ライブマン』のランドライオンではモーターギミックと操演で走行が表現された。
なおミニチュアと言っても、小さすぎては迫力が感じられないため総じて大きく造られる傾向があり、特に母艦ともなると全長2mに達するものもある。スケジュールの都合上、パーツごとに別々の造型会社に発注することも多い。
CGのない時代は合体シーンにおける各メカの変形もすべて人力で動かしていたため、1日に撮影できるのは3カット程度で、完成には2週間以上かかっていた。佛田はCGの導入により、ピアノ線を処理する時間が短縮できたり、変形・合体をCGに委ねることでロボ戦に費やす時間を得ることができたなど、撮影効率が向上したことを証言している。

## 歴史

### 1970年代
シリーズ初期の2作品『秘密戦隊ゴレンジャー』『ジャッカー電撃隊』にはまだ巨大ロボは登場せず、戦隊ヒーローは主に大型飛行メカに搭乗して闘っていた。当時ポピーに在籍していた村上克司によると、『ゴレンジャー』の企画打ち合わせの際に「キャラクター人形以外に売れる商品を」と求められ、「飛ぶ物はどうでしょう？」と提案したことが出発点だったという。『仮面ライダー』以降の東映特撮ヒーロー番組ではバイクや自動車などの車両が主たる乗り物であったが、特撮演出を重視した『イナズマン』のライジンゴーを経て、『ゴレンジャー』以降は等身大ヒーローでも巨大メカを登場させることが通例となっていったという。
このころ、東映制作の映像作品における巨大ロボはアニメを活躍の舞台としており、1976年の『超電磁ロボ コン・バトラーV』から『超電磁マシーン ボルテスV』『闘将ダイモス』に至る流れが形作られていた。
1978年、戦隊シリーズ休止中に東映が制作した『スパイダーマン』に「特撮における東映オリジナルの巨大ロボット」である「レオパルドン」が登場する。さらに1979年、『闘将ダイモス』の後番組である『バトルフィーバーJ』にて、初の戦隊ロボ「バトルフィーバーロボ」が誕生した。ただし同作品の主力商品は万能母艦「バトルシャーク」であり、ロボはその中に格納される付属アイテムとして扱われていた。劇中演出においても、母艦での空中戦を経てロボによる地上戦に移行する流れとなっており、ロボ戦でも武器の支給を行うなど、母艦の存在も巨大戦の中核となっていた。当時は『恐竜探険隊ボーンフリー』に登場する万能探検車のトミー製の玩具「ボーンフリー号」が売れており、それを越える商品の開発を求められた村上が「ロボットを運ぶ巨大戦艦」を発案した。しかし「戦艦ものは売れない」というジンクスがあったため、アイディアをもう一歩進めて「海底基地から巨大戦闘母艦が発進する」とした。このスタイルがシリーズの中で踏襲されていくことになる。

### 1980年代
バトルフィーバーロボには複雑なギミックはなかったが、『電子戦隊デンジマン』の「ダイデンジン」は戦闘機からの変形、『太陽戦隊サンバルカン』の「サンバルカンロボ」は2体のメカが合体と、年を追うごとに戦隊ロボのギミックは進歩していった。これはちょうど『マジンガーZ』に始まる超合金ロボット玩具が、変形メカ『勇者ライディーン』を経て合体メカ『超電磁ロボ コン・バトラーV』へと進化していった流れに沿っている。
1982年の『大戦隊ゴーグルファイブ』では3体合体となり、さらに翌年1983年の『科学戦隊ダイナマン』では中盤から放送時間が短縮されたことにより、特撮描写はロボットの合体・変形が中心となり、大型母艦は単なる輸送メカという扱いになっていった。
1984年の『超電子バイオマン』における「バイオロボ」は、単なる戦闘兵器ではなく意思を持った戦隊ヒーローの仲間として描写されていた。それまでの戦隊ロボが巨大怪人処理用の道具としてのみ機能していたのに対し、ここからメカにもキャラクター性が付与されるようになった。
1986年の『超新星フラッシュマン』は戦隊ロボ史上の転換点となった。メインデザイナーがそれまでの村上克司からプレックスの大石一雄となり、大石が手がけた「フラッシュキング」はパーツをスライドさせる斬新な合体システムを取り入れていた。見た目のシンプルさを保ちつつギミックを変えていくという、戦隊ロボのデザインにおける挑戦はここから始まった。また、シリーズ初の2号ロボ「フラッシュタイタン」が登場した点も重要である。ロボットキャラクターの新規投入は着ぐるみやミニチュアの製作が絡むため莫大なコストが生じるが、東映プロデューサーの鈴木武幸は「1体のロボットキャラクターで1年間を引っ張るのが難しい時代になったから」と理由を述べている。母艦「スターコンドル」が格納できるのは1号ロボだけだが、フラッシュタイタンは小型ロボ「タイタンボーイ」がトレーラーコンテナと一体化して大型化するという、それ自体が母艦的な存在だった。なお、タイタンボーイはシリーズ初の赤いロボでもある。トミーの『伝説巨神イデオン』玩具が商業的に失敗したこともあり、それまで赤をロボのメインカラーにすることは避けられていた。
1987年、『光戦隊マスクマン』の「グレートファイブ」では、戦隊メンバーに1台ずつメカを割り当てる5機合体が実現した。この構想そのものはシリーズ初期からあったのだが、技術的困難さやメカの台数が増えることによる玩具製作コストの上昇が問題となり、長らく導入できずにいた。それがこの時代に実現できた理由は、技術の向上もさることながら、バブル景気の到来と、玩具メーカーが賃金の安い日本国外の工場に生産拠点を移したことによる製造コストの低減が寄与しているという。なお、2号ロボの登場は既定路線ではなく、商業成果次第で是非を判断するという扱いだった。実際には映像作品の視聴率もグレートファイブの売れ行きも好調だったため、無事「ギャラクシーロボ」が投入され、2号ロボの存在は以後の既定路線となった。母艦「ターボランジャー」も1号ロボと2号ロボを選択して格納できるようになっている。
1988年の『超獣戦隊ライブマン』は、続く1990年代における戦隊ロボの在り方の基礎を築いた作品である。まず、ロボに合体するメカがヒーローのモチーフに合わせた動物型になった。それまでもヒーローとロボに共通のシンボルマークや意匠をほどこす形で統一性が図られてきたが、両者のテーマを明確にそろえたのは本作品がシリーズ初である。そしてもう一つ、1号ロボと2号ロボが合体して強化される、いわゆるスーパー合体が初登場したのも本作品が初である。この要素の導入は番組放映開始後に決まったものであるため、1号ロボ「ライブロボ」のデザインはスーパー合体を考慮しておらず、2号ロボ「ライブボクサー」の制作は非常に難航したが、星座型のオブジェのパーツを組み替えると鎧になる『聖闘士星矢』の聖衣を再現したフィギュア玩具『聖闘士聖衣大系』シリーズを参考にすることで、実際にスーパー合体できる玩具が完成した。
1989年、『高速戦隊ターボレンジャー』の「ターボロボ」は、54万個という単品での戦隊ロボ玩具販売数最高記録を達成した。また本作品では、それまでの母艦や基地に代わって大型基地ロボ「ターボビルダー」が登場した。すでに2号ロボの存在がイレギュラーではなくなったため、ターボビルダーは1号・2号ロボを選択するのではなく同時に組み合わせることができるようになっている。

### 1990年代
1991年の『鳥人戦隊ジェットマン』では、前年度までの過程を通じて完成した戦隊ロボの基礎システムからの飛躍が図られた。1号ロボ「ジェットイカロス」は合体パターンを組み替えることで戦闘機形態「イカロスハーケン」にすることができる。また2号ロボとのスーパー合体も、2形態ともに可能という新機軸を導入している。さらにシリーズ初の3号ロボ「テトラボーイ」も投入された。これはスタッフに「視聴者のキャラクターに対する認識期間が短くなり、新しいキャラクターを投入しないと飽きられてしまう」という認識があったためである。一方で『バトルフィーバーJ』以来の伝統だった母艦・基地ロボという大型アイテムの系譜は本作品で途絶えることになった。母艦は発進や移動のシーンにそれなりの尺を必要とするにもかかわらずドラマに直接関わるものではないため、限られた放送時間の中で登場させるのは難しいと判断されたのである。
ファンタジー要素を前面に打ち出した1992年の『恐竜戦隊ジュウレンジャー』は、それまでの決まりごとだった「巨大ロボット」という概念を覆し、戦隊ヒーローの守り神である「守護獣」として設定。強いキャラクター性を付与した。本作品よりバンダイの担当が野中剛となり、プレックスも元アニメーターで、前年にプレックスに入社した加藤大志がメインデザイナーとなった。デザイン面では、曲線を増やすなどのディテールの増加など従来からの変化が著しい。1号ロボ「大獣神」は、それまで着ぐるみ重量の増加を理由に避けられてきた肩の張り出しを取り入れているほか、脚のカラーリングが左右で異なるなど、挑戦的な造型となった。2号ロボ「ドラゴンシーザー」は、単体では人型に変形しないというパターン破りを行ったうえ、合体形態「剛龍神」も全身にパーツを装着するのではなく、映像で目に留まりやすい頭部と胸のみが大獣神から変化するという新発想を形にしている。ドラゴンシーザーの玩具は、音声と電飾を内蔵した初の戦隊ロボでもある。さらに3号ロボ「キングブラキオン」は、スーパー合体ではなく他のロボを騎乗させて走行するという、これもまた例を見ないものとなった。
1994年、『忍者戦隊カクレンジャー』の「無敵将軍」は、シリーズ初の人型ロボ5体による合体である。開発者の加藤大志によると、同様のコンセプトで合体する『六神合体ゴッドマーズ』の玩具にあった「小型ロボの腕が背後に突き出る」「小型ロボの身長差」「合体後に拳を取り付ける」などの難点の解消を裏テーマとしていたとのことである。これは、既存の合体コンセプトを戦隊ロボに取り入れる際、どのような工夫が行われるかについての好例と言える。
1995年の『超力戦隊オーレンジャー』は、デザイン面での挑戦が抑えられた代わりに多種多様なロボが登場し、さながら戦隊ロボ総決算の様相を見せた。本作品に限ったことではないが、番組の企画段階で詳細が決められるのはせいぜい3号ロボまでであり、それ以上のことは放映開始後の反応や1号ロボの売れ行きによって左右される。バンダイの山崎匡史は、自身の経験を振り返って「一番辛かったのは『オーレンジャー』で6号ロボまで出すことをお願いしに行った時かな」と述べている。
1996年の『激走戦隊カーレンジャー』は、『ターボレンジャー』と同様に自動車をモチーフとした。過去作と同じモチーフが用いられたのは、戦隊シリーズ初のことである。しかし「RVロボ」は旧商品の焼き直しではなく、車なのに空を飛んで合体するターボロボではできなかった、陸上を走りながらの合体に挑戦している。単なる反復には留まらない、こうした改善の追求が長期シリーズを支える一助になっている。
1998年、『星獣戦隊ギンガマン』の企画段階では、ロボの存在自体を廃して戦隊ヒーローと巨大生物「星獣」のみで戦うことも検討されたが、これは実現しなかった。1号ロボ「ギンガイオー」の玩具は、1991年以来となる超合金ブランドとなり、マニアの話題となった。だが、使用される亜鉛合金は1年前から注文しなければ入手できない特注品であるうえ、かつてのブームから時代が経過してバンダイ社内でも技術が途絶えていたこともあって開発は難航し、発売は若干遅れることになった。全身に合金が用いられたギンガイオー玩具は、1600グラムと重量の面でも記録的な存在である。番組後半では、年末商戦向けとしてギガライノスとギガフェニックスの5体合体ロボット2台が同時登場した。
1999年の『救急戦隊ゴーゴーファイブ』では、レール上を走るという制約のためにそれまで避けられてきた列車モチーフを初めて取り入れた「グランドライナー」が登場した。合体ロボであり、他のメカを運搬する母艦でもあり、「ライナーボーイ」と連結すれば6両編成になるというコンビネーションの豊富さからグランドライナーは大ヒットし、玩具問屋筋からは「黒いダイヤ」と呼ばれたという。また、通常の商品と異なる特別彩色版玩具は「ブラックバージョンDX大獣神」以来たびたび発売されてきたが、本作品の「マックスビクトリーロボ・ブラックバージョン」は実際に劇中に登場して視聴者を驚かせた。

### 2000年代
2000年、『未来戦隊タイムレンジャー』の1号ロボ「タイムロボ」は、未来らしい万能性を表現するために5機のメカが3通りの形態に合体可能という驚異的なギミックを取り入れたものとなった。2号ロボ「タイムシャドウ」はパーツ分割せずに2通りのスーパー合体を成立させる、意欲的なデザインだった。AIBOを意識したという3号ロボ「ブイレックス」はもはや児童向け玩具の範疇を越え、恐竜メカに電動歩行・自動変形・音声入力という高度な技術を搭載しており、バンダイ社内でも伝説化したと言われる。
21世紀最初のスーパー戦隊である『百獣戦隊ガオレンジャー』では巨大ロボ戦にCGを本格的に導入し、従来の着ぐるみやミニチュアでは表現できないキャラクターであっても存分に活躍させることが可能になった。そのぶんCGのモデリングには長い時間が必要となるため、デザインはそれまでよりも1 - 2か月早く起こされている。玩具は『タイムレンジャー』のジョイントによる組み換え合体システムを継承し、1号ロボ「ガオキング」の手足に換装できる「パワーアニマル」を商戦時期以外で平月で単品発売した。販売の中心が単品になった代わり、『バトルフィーバーJ』以来の廉価版アイテム「プラデラ」を大きく縮小することで商品数の調整が図られている。またガオキングの玩具は、シリーズ初の脚を開いた「ハの字立ち」を実現したロボでもあった。それ以前の戦隊ロボ玩具は、変形や合体の構造に斜めのラインを組み込みにくいため、直立した姿勢が定番となっていた。
『ガオレンジャー』で確立した、ロボと単品販売商品を密接に連携させる手法は、以降『忍風戦隊ハリケンジャー』の「カラクリボールシリーズ」、『爆竜戦隊アバレンジャー』の「爆竜アクションシリーズ」、『轟轟戦隊ボウケンジャー』の「轟轟合体シリーズ」へと受け継がれていく21世紀戦隊ロボのベンチマークとなった。また、当初はライバルキャラクターとして登場した「ガオハンター」を含むパワーアニマルシリーズが商業的に成功したことで、それまでリスキーと見なされていた敵ロボの商品化に道筋が付けられることになった。
2003年の『爆竜戦隊アバレンジャー』の「アバレンオー」は、1号ロボで初めて玩具に電動ギミックを取り入れている。
2008年の『炎神戦隊ゴーオンジャー』では、1 - 4号ロボを構成する12機のメカすべてが組み合わさって超巨大ロボ「エンジンオーG12」となる全合体を達成し、戦隊ロボ史上におけるひとつの頂点を迎えた。各ロボは当初から12体合体を考慮してデザインされているのだが、余剰パーツをなくそうとする試みと3歳児でも遊べる簡単さを両立させるため、最終アイテム「キョウレツオー」の制作は特に苦労が伴ったという。また、アイテム「炎神ソウル」がロボやなりきり玩具と連動するという商品展開は、その後のシリーズで踏襲されることになる。
2009年、『侍戦隊シンケンジャー』の1号ロボ「シンケンオー」は、従来のロボとはプロポーションがまったく異なり、横から見たボディがS字を描いている。戦隊ロボはその体形から「箱ロボ」と揶揄されることがあるが、「箱」であっても積み方を変えることで格好良く見せられる、という訴えの現れである。『シンケンジャー』では当初全合体しない方針であったが、前年のキョウレツオーが好評だったためにやはり全合体しようということになり、3号ロボ「ダイカイオー」からデザインの方向性を変えて11体合体「サムライハオー」に至った。

### 2010年代
2010年の『天装戦隊ゴセイジャー』では、「ゴセイヘッダー」をロボに取り付けていくブロック玩具のような遊び方が導入されている。単純にパーツ数のみで計上した場合、本作品の「グランドハイパーゴセイグレート」が18体合体で戦隊史上最多合体のロボとなる。
2012年の『特命戦隊ゴーバスターズ』は、等身大戦→怪人撃破→巨大化戦というフォーマットからの脱却を図った作品である。等身大戦にドラマの頂点が来ると、その後の巨大化戦との間に断絶が生じ、とってつけた感じがぬぐえないため、本作品では、巨大ロボ戦自体にドラマを与えようという試みがなされた。玩具面では、『ゴーオンジャー』以来の連動アイテム展開をいったん休止し、ロボの合体や変形の面白さが追及されている。特に「ゴーバスターエース」はロボが武器を握ったままで変形が可能であり、その実現のために戦隊玩具ではあまり使われないボールジョイントが組み込まれている。
2015年の『手裏剣戦隊ニンニンジャー』の1号ロボ「シュリケンジン」は、胸部に小型ロボが着座しており、「ロボットがロボットを操縦する」という奇抜な発想が新鮮だった。シュリケンジンが「ライオンハオー」に乗り込んで完成する「覇王シュリケンジン」では、「ロボットに操縦されるロボットが操縦するロボット」という三重構造にまで発展した。
2016年の『動物戦隊ジュウオウジャー』では、立方体から動物に変形する「ジュウオウキューブ」が基幹となっているが、複雑な変形でリアルな動物になるのではなく、1 － 2手順で変形が完了するようになっており、シンプルさを極めた感覚がある。「ジュウオウワイルド」は戦隊ロボの玩具としては久々に、パンチ発射ギミックが両腕に内蔵された。なお、スーパー合体ロボ「ワイルドトウサイキング」は13体合体であり、余剰パーツなしという条件ではこれが戦隊ロボ最多合体記録となる。
2017年の『宇宙戦隊キュウレンジャー』の1号ロボ「キュウレンオー」は、両腕・両足を構成するマシンが自在に組み換え可能であり、合計1680通りもの組み合わせになる。
2018年の『快盗戦隊ルパンレンジャーVS警察戦隊パトレンジャー』では2つの戦隊の活躍を描いているが、それぞれの戦隊の1号ロボの中核を成すマシン「グッドストライカー」が回ごとに味方に付く戦隊が変わるため、それを巡る争奪戦が描かれている。2号ロボの「エックスエンペラー」はなりきりアイテムである「Xチェンジャー」を分離させることで列車となり、合体させることで人型の合体ロボットになるという両者が兼用されたコンセプトとなった。
2019年の『騎士竜戦隊リュウソウジャー』の1号ロボ「キシリュウオー」は、分解・結合を前提としたブロックトイのような構造を備えている。

### 2020年代
2021年の『機界戦隊ゼンカイジャー』の主役4人には過去の戦隊ロボのモチーフが散りばめられている。1号ロボ「ゼンカイオー」は左右2体合体システムが内蔵され、組み替えによって計4パターンに合体可能となっている。2号ロボ「ツーカイオー」は分離・変形・合体によって計6パターンの組み合わせが可能となっている。
2022年の『暴太郎戦隊ドンブラザーズ』の「ドンゼンカイオー」はドンモモタロウが乗る超マシン「エンヤライドン」と前作『ゼンカイジャー』の「ジュランティラノ」が合体した姿となっており、『ゼンカイジャー』にも先行登場した。また、歴代の戦隊ロボのパーツをモチーフとしたアルターをドンモモタロウが使用する。